# Karin Janz
Karin Janz, coniugata Büttner (Lübben, 17 febbraio 1952), è un'ex ginnasta artistica che rappresentò la Germania Est tra il 1967 e il 1972 vincendo due ori olimpici, un campionato mondiale e quattro titoli europei.
Dopo il ritiro dall'attività intraprese gli studi in medicina specializzandosi in ortopedia, disciplina nel quale collaborò allo sviluppo di una vertebra sintetica, e della quale assunse la docenza universitaria a Berlino.

## Palmarès

### Olimpiadi
- 7 medaglie:
  - 2 ori (Monaco di Baviera 1972 nelle parallele asimmetriche; Monaco di Baviera 1972 nel volteggio)
  - 3 argenti (Città del Messico 1968 nelle parallele asimmetriche; Monaco di Baviera 1972 nel concorso individuale; Monaco di Baviera 1972 nel concorso a squadre)
  - 2 bronzi (Città del Messico 1968 nel concorso a squadre; Monaco di Baviera 1972 nella trave)

### Mondiali
- 3 medaglie:
  - 1 oro (Lubiana 1970 nelle parallele asimmetriche)
  - 2 argenti (Lubiana 1970 nel concorso a squadre; Lubiana 1970 nel volteggio)

### Europei
- 7 medaglie:
  - 4 ori (Landskrona 1969 nell'all-around; Landskrona 1969 nelle parallele asimmetriche; Landskrona 1969 nel volteggio; Landskrona 1969 nella trave)
  - 2 argenti (Amsterdam 1967 nelle parallele asimmetriche; Landskrona 1969 nel corpo libero)
  - 1 bronzo (Amsterdam 1967 nel volteggio)